# 사나다 세이야

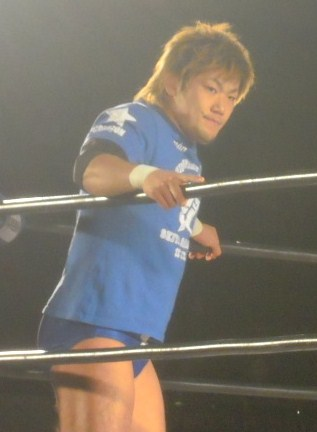
사나다 세이야

사나다 세이야(일본어: 真田聖也, 1988년 1월 28일 ~ )는 일본의 프로 레슬링 선수이다. TNA에서는 더 그레이트 사나다(The Great sanada)라는 링네임으로 활동하였고 현재는 GFW에 합류했다. 피니쉬는 브릿지 타이거 수플렉스, 문설트, 슈퍼킥, 디즈 이즈 잇(드래곤 슬리퍼홀드 위드 바디시저스)로 사용을 한다. 키는 182 cm 몸무게는 97kg다.

## 수상
- TNA X-디비전 챔피언 1회